# Adélaïde-Marie Champion de Cicé

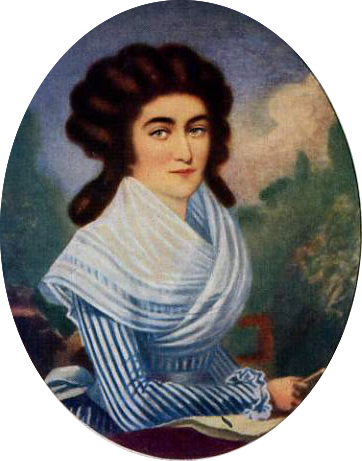
Marie-Adélaïde Champion de Cicé

Adélaïde-Marie Champion de Cicé (* 5. November 1749 in Rennes, Bretagne; † 26. April 1818 in Paris) war eine französische Ordensfrau und Gründerin der Gesellschaft vom Herzen Mariä.

## Leben und Wirken
Adélaïde-Marie Champion de Cicé war das zwölfte Kind der Eheleute Marie-Rose de Varennes Condat (1702–1784) und Jérôme-Vincent Champion de Cicé (1680–1750), die gesamt vierzehn Kinder hatten. Die adelige Familie Cicé à Bruz (Ille-et-Vilaine) lebte auf der Burg Cicé am Ufer der Vilaine bei Rennes. Mit 20 Jahren trat sie dem Orden von der Heimsuchung Mariens bei, fühle sich aber eher  für die Unterstützung der Armen und Pflege der Kranken berufen. Sie beschäftigte sich mit den neuen Formen des geweihten Lebens und verfasste Ende des Jahres 1776 die Grundlagen eines neuen Frauenordens ohne Ordenstrachten und ohne Klausur. Im Jahr 1790 hat dann  Adélaïde-Marie de Cicé gemeinsam mit dem Jesuiten Pierre-Joseph Picot de Clorivière die Gesellschaft der Töchter vom Herzen Mariä (Société des Filles du Cœur de Marie) in Paris gegründet.
Das Gelübde umfasst: Verfügbarkeit, Verantwortungsbewusstsein, häufige Kontakte mit der Oberin und untereinander. Die rund 1.400 Schwestern sind gegenwärtig weltweit apostolisch in den Bereichen Erziehung, Gesundheit und Soziales tätig. In Deutschland sind die Schwestern seit dem Jahr 1897 mit Niederlassungen in Berlin, Bonn, Köln  und Dortmund ansässig. Eine bekannte deutsche Schwester war die Lepraärztin Ruth Pfau, die seit 1960 in Karatschi (Pakistan) lebte und im Marie Adelaide Leprosy Centre wirkte.
Das Marie-Adelaide-Lepra-Zentrum (MALC) in Karatschi wurde nach Adélaïde-Marie de Cicé benannt.